# Merone
Merone (lombardul: Meròn) település Olaszországban, Lombardia régióban, Como megyében. Lakosainak száma 4086 fő (2023. január 1.). Merone Erba, Lambrugo, Lurago d’Erba, Monguzzo, Rogeno, Eupilio és Costa Masnaga községekkel határos.

## Népesség
A település lakossága az elmúlt években az alábbi módon változott:
| Lakosok száma | 4128 | 4101 | 4086 |
|               | 2017 | 2018 | 2023 |